# 墨西哥独立战争
墨西哥独立战争（1810－1821）是指墨西哥人民与西班牙殖民当局之间爆发的一系列武装冲突，开始于1810年9月16日。它以理想主义的农民对殖民地领主的反抗为开端，却以自由派与保守派达成同盟而告终。

## 历史
墨西哥争取独立的斗争是整个拉丁美洲独立运动最漫长、最艰苦的斗争之一。新西班牙在之前的三个世纪里由西班牙国王殖民统治。然而到了十八世纪末期，殖民地在社会结构、经济及政治上的变化使得一些开明的精英分子开始怀疑西班牙统治的正当性。法国在1808年对西班牙的占领使得土生白人的精英们开始考虑酝酿独立运动。卡洛斯四世及其子斐迪南七世的退位，以及紧随其后约瑟夫·波拿巴被封为国王，使得西班牙成为法国实质上的保护国。

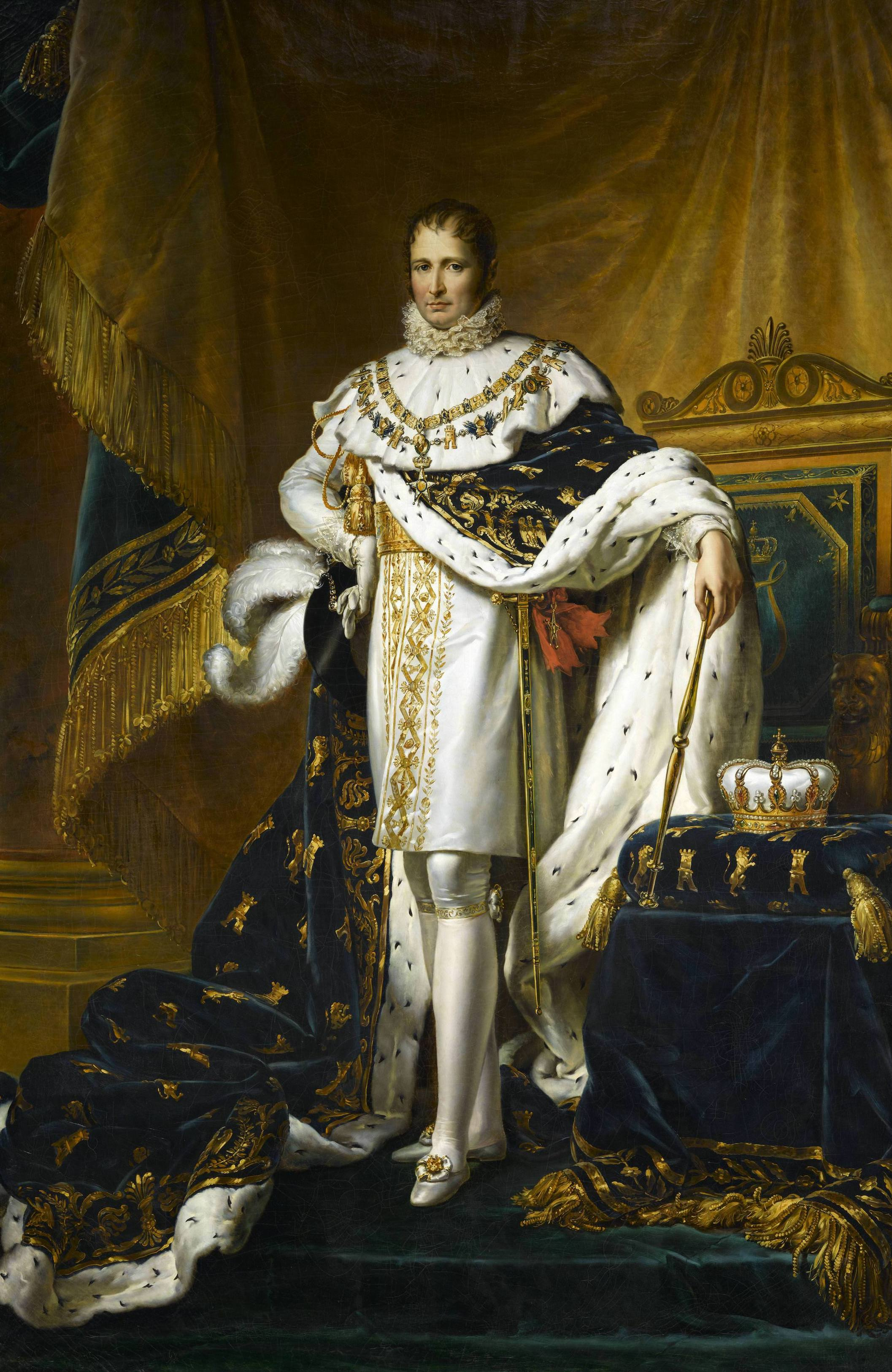
约瑟夫·波拿巴在西班牙王座上

在西班牙的美洲殖民地，人们展开了讨论，意图保持西班牙的宗主权，直到卡洛斯四世重返王位。整个新西班牙没有例外（在Francisco Primo de Verdad y Ramos的鼓吹之下），但不同的是墨西哥城人罢免了总督，并成立了新的“墨西哥城议会”。这种形势使得土生白人的立场变得更为激进。1810年9月16日，米格尔·伊达尔戈·伊·科斯蒂利亚向殖民政府宣战，他获得了当地土著和农民军的支持，打出了“瓜达卢佩圣母万岁，打倒不义的西班牙领主”的口号，起义迅速演变成一场独立战争。
战争持续了11年，这场戰爭内部意见并非一致。一开始人们主张斐迪南七世对西班牙以及各殖民地的主权，然而随着时间的推移人们更加倾向于共和政体。1813年，奇尔潘辛戈大会（由革命军将领莫雷洛斯召集）起草正式文件宣布了墨西哥的独立。然而Morelos在1815年的战败使得独立战争转入游击战状态。到了1820年左右，起义部队只剩下少数，主要集中在马德雷山脉南部和韦拉克鲁斯。那时阿古斯汀·德·伊图尔维德已与各个派系（包括西班牙政府）结成了紧密同盟，于1821年9月27日达成独立。在1838年4月28日之前，西班牙从未正式承认墨西哥的独立，实际上它准备重新占领墨西哥，但这一野心没能持续下去。
原来的西班牙殖民地成立了短命的君主立宪政权、天主教的墨西哥第一帝国，该帝国1823年便由于内部矛盾而解体，一些省份脱离出去，成立了联邦共和国。

## 起源

### 新西班牙总督辖区的社会和经济形势
殖民地经济的支柱是采矿业。在18世纪的后半叶，采矿产业处在它的黄金时代。1740至1803年间，西班牙最重要的两种金属矿金和银的产量翻了三番。复杂的经济体系由于采矿业的辉煌收益不浅。该国主要的采矿重镇有：
- 普埃布拉谷（与墨西哥城相邻）。
- 巴希奥（与瓜纳华托及萨卡斯特斯相邻）。

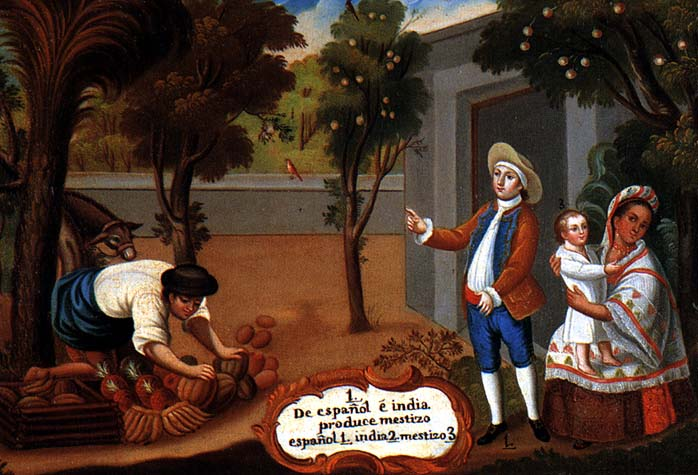
一幅表现殖民地生活的画

毫无疑问，西班牙波旁王朝的改革使得新西班牙的经济出现了新的发展。新的改革是殖民地三百年延续不变的社会结构发生变革的最初信号，但并非所有人都从中受益。
- 下层阶级的从属地位并没有得到明显的改善。
- 从事对外贸易的家族受到很大打击，因为当时所有的贸易都必须经过韦拉克鲁斯港。

随着殖民地间贸易的自由化以及韦拉克鲁斯的垄断被打破，新西班牙其它港口的商会在数量和势力上急剧增长。作为结果，经商家族纷纷投资于采矿业。然而总督辖区的土生西班牙人较之于西班牙出生的人，地位较为低下。但土生白人也并非完全没有地位，瓜纳华托的几座大煤矿就由土生西班牙人所掌控。

### 法国与美国的资产阶级革命
毫无疑问，法国大革命和美国独立战争是18世纪的两件标志性事件。革命的理念来自启蒙主义者。由于他们的努力，法国和美国宣布法律面前人人平等，且给予公民们充分的自由。这些观念对西班牙殖民地也产生了一定影响，米格尔·伊达尔戈·伊·科斯蒂利亚就是启蒙运动的支持者，独立战争的参与者也多多少少接触到了自由主义的观念。

### 法国入侵西班牙

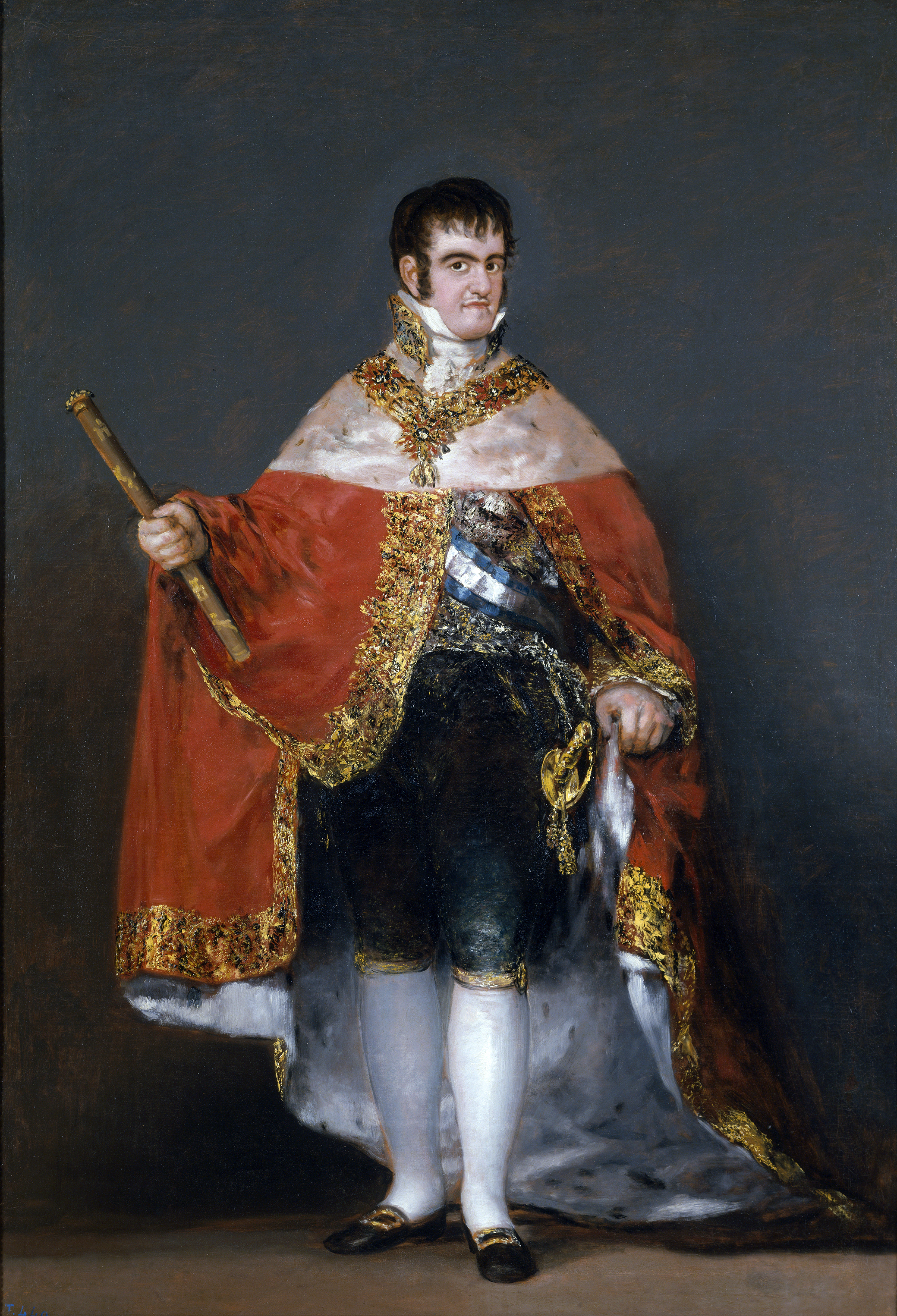
斐迪南七世，西班牙国王。当法国人逼西班牙王室交出伊利比亚半岛的统治权时，一些美洲殖民地成立了殖民地议会，继续承认西班牙国王为名义上的君主。墨西哥的议会于1808年9月15日被西班牙人废止。

拿破仑的军队于1807年入侵葡萄牙，布拉冈萨家族被迫逃亡巴西。而在西班牙的军事打击导致了西班牙王族的分裂。由于受到曼努埃尔·戈多伊的鼓动，阿斯图利亚斯王子阴谋使父亲退位。1808年3月19日，卡洛斯四世退位，其子继任。拿破仑将斐迪南七世骗到巴约讷迫使其退位，以便夺权。

### 西班牙在美洲的领地
虽然表面上西班牙与其海外领土的关系并未发生明显的变化，但确实在殖民地的很多地方起了这样的争论：即谁才是美洲国土的合法统治者。问题是在名义上，西班牙国王仍然是西班牙人的最高统治者，而且马德里的形势也并不明朗。
对一些人来说，最好的选择是认同法国政府的占领；而另一些人仍然承认斐迪南七世的君权，他们并不准备接受波拿巴作君主。
第三种派别受到启蒙主义思想和最近爆发的美国独立战争之影响，他们认为殖民地应从西班牙独立。这一集团主要由中产阶级组成，出身多为土生白人或混血，他们中没有多少人在殖民地的社会结构中享有发言权。对多数美洲人来讲，西班牙发生了什么对他们的日常生活并未产生影响。
在一些美洲城市成立了临时议会，他们的目的是保留西班牙合法君主的君权，因为那时斐迪南并未被正式赶下王座。基多、加拉加斯、巴耶杜帕尔和利马都成立了委员会，这根当地地方自治的制度有很大干系。几乎所有的参议会都由开明的土生白人掌控。

#### 墨西哥议会
当知道了西班牙的形势后，墨西哥的精英分子并没有以好的眼光去看待投降法国和废弃西班牙君主所造成之影响。在斐迪南于巴约讷让位前，这些文士分裂成两派。一派是皇室的代言人，赞同继续效忠斐迪南，即使他已退位，这样不必去改变西班牙的社会结构。另一派认为形势对于他们更加复杂。由受益于18世纪波旁王朝国王改革的一群土生白人们领导的市自治政府从西班牙的政治危机中看到了总督辖区变革的机会。